# Macarao
Macarao est l'une des vingt-deux paroisses civiles de la municipalité de Libertador dans le district capitale de Caracas au Venezuela.